# Maël Moustin

a Compétitions nationales et continentales officielles uniquement.

b Matchs officiels uniquement.
Dernière mise à jour le 22 juin 2025.
Maël Moustin, né le 22 avril 2003 à Fort-de-France (Martinique), est un joueur français de rugby à XV qui évolue au poste d'ailier au Montpellier Hérault Rugby.

## Biographie
Maël Moustin naît en Martinique, où il commence le rugby à XV au RC Diamant Martinique jusqu'en 2012 puis rejoint le Saint-Jo Ovalie à La Réunion. À l'âge de 13 ans, en 2016, Moustin arrive en métropole avec son frère et son cousin, Samuel Nollet. Les trois garçons intègrent le centre de formation du SU Agen. En 2021, il intègre les équipes de jeunes de l'Union Bordeaux Bègles. 
En 2023, il remporte le Championnat du monde junior, aux côtés de ses coéquipiers en club Nicolas Depoortère et Zaccharie Affane. Au cours de la compétition, il dispute deux rencontres de la phase de groupes pour un essai face au pays de Galles. Diminué par une blessure, il ne dispute cependant aucun match des phases finales. 
Maël Moustin dispute son premier match en équipe première de l'Union Bordeaux Bègles le 27 janvier 2024 face au Stade français Paris en Top 14. Il marque son premier essai lors de son deuxième match sur le terrain du Castres olympique le 24 février. 
À l'intersaison 2024, il rejoint le Montpellier Hérault Rugby où il signe un contrat de deux saisons. Il marque son premier essai sous ses nouvelles couleurs le 12 octobre 2024 face au RC Vannes.
Maël Moustin évolue principalement au poste d'ailier chez les professionnels, après avoir été formé au poste d'arrière avec les espoirs et pouvant dépanner au poste de centre avec les espoirs de l'UBB. 

## Palmarès
- Vainqueur du Championnat du monde junior en 2023 avec l'équipe de France des moins de 20 ans.